# I Get Money
 (février 2025).
Si vous disposez d'ouvrages ou d'articles de référence ou si vous connaissez des sites web de qualité traitant du thème abordé ici, merci de compléter l'article en donnant les références utiles à sa vérifiabilité et en les liant à la section « Notes et références ».
I Get Money est le troisième single du troisième album de 50 Cent, Curtis, sorti en 2007. Cette chanson était classée 14ème sur  la liste des 100 meilleures chansons de 2007 de Rolling Stone. Elle avait atteint la 20e place du Billboard Hot 100 et fut certifiée disque d'or par la RIAA.